# Titularbistum Mardin dei Siri
Mardin dei Siri ist ein Titularbistum der katholischen Kirche, das vom Papst an Titularbischöfe aus der mit Rom unierten Syrisch-katholischen Kirche vergeben wird.
Es geht zurück auf einen untergegangenen Bischofssitz in der Stadt Mardin.
| Titularbischöfe von Mardin dei Siri |                                                               |                                             |                    |              |
| Nr.                                 | Name                                                          | Amt                                         | von                | bis          |
| 1                                   | Denys Raboula Antoine Beylouni                                | Weihbischof in Antiochia (Libanon)          | 12. Juli 1983      | 1. Juni 1991 |
| 2                                   | Gregorios Elias Tabé                                          | Weihbischof in Damaskus (Syrien)            | 25. Mai 1996       | 8. Mai 1999  |
| 3                                   | Denys Raboula Antoine Beylouni Titularerzbischof pro hac vice | emeritierter Erzbischof von Aleppo (Syrien) | 16. September 2000 |              |